# 新杜吉諾區

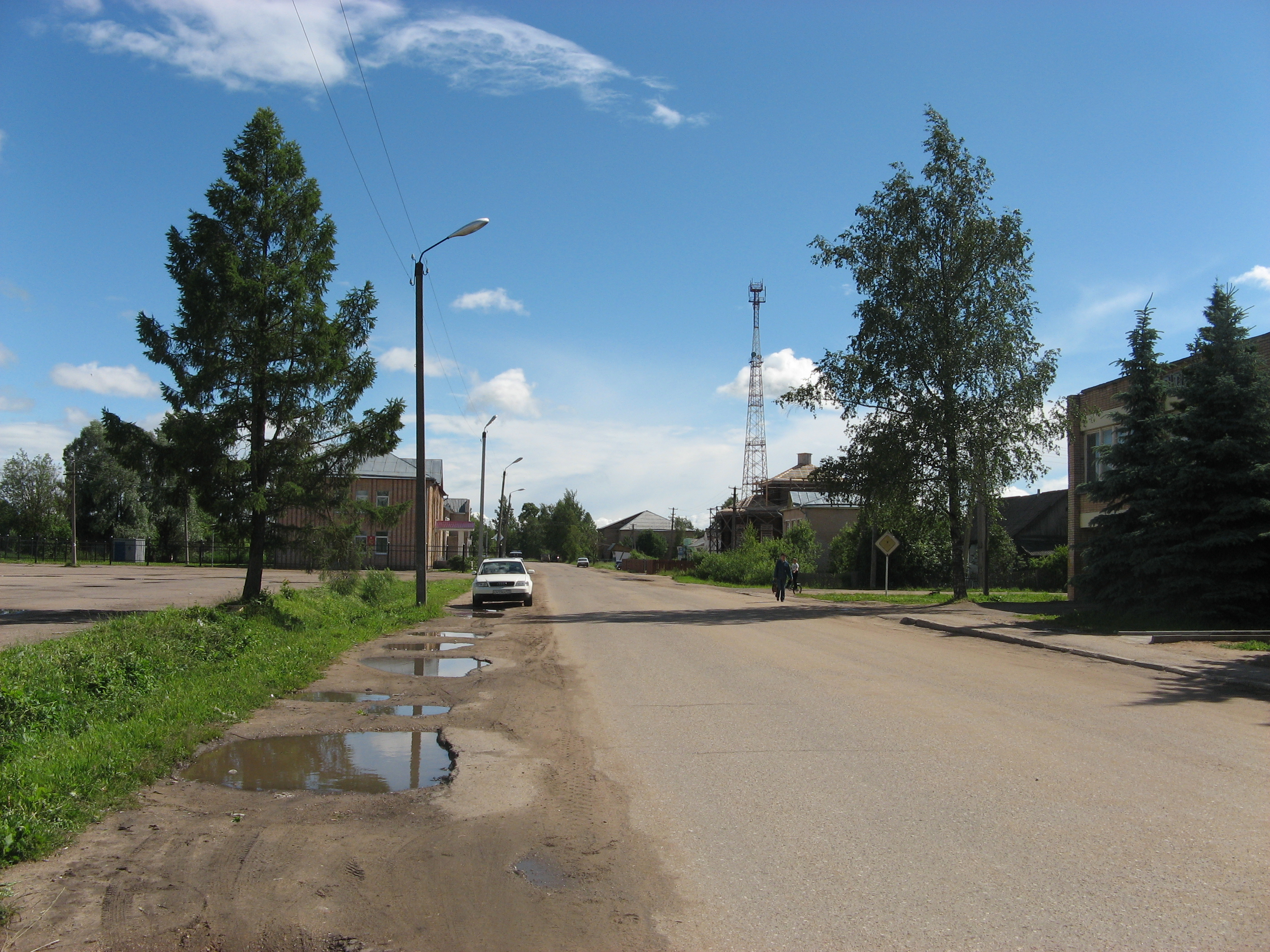

55°38′N 34°18′E / 55.633°N 34.300°E
新杜吉諾區（俄语：Новодугинский райо́н）是俄羅斯的一個區，位於該國西部，由斯摩棱斯克州負責管轄，面積1,922.04平方公里，2010年人口10,477，人口密度每平方公里5.45人。